# Євтушенко Євген Олександрович
Євге́н Олекса́ндрович Євтуше́нко (рос. Евгений Александрович Евтушенко; прізвище при народженні — Гангнус, 18 липня 1933, станція Зима Іркутської області Росії — 1 квітня 2017, м. Талса, США) — радянський та російський поет, перекладач, публіцист, режисер, сценарист та актор.
Останні 26 років життя мешкав у США.

## Життєпис
Народився в сім'ї Олександра Рудольфовича Гангнуса та Зинаїди Єрмолаївни Євтушенко. Його батько, прибалтійський німець за походженням, був поетом-аматором, геологом, мати була акторкою, заслуженою діячкою культури. Тож спершу його записали як Євгена Гангнуса, але після повернення 1944 року з евакуації до Москви Зинаїда Єрмолаївна дала синові своє дошлюбне прізвище.
Його перший вірш був опублікований в газеті «Радянський спорт» (рос. «Советский спорт») у 1949 році. 1952 року побачила світ перша збірка віршів Євтушенка «Розвідники прийдешнього» (рос. «Разведчики грядущего»). Того ж року Євген, минаючи щабель кандидата, став наймолодшим членом Спілки письменників СРСР.
У 1952—1954 роках навчався в Літературному інституті імені Максима Горького в Москві. Євтушенка виключили з інституту за виступ на захист роману Володимира Дудінцева «Не хлібом єдиним». За офіційною версією виключили за те, що не відвідував лекцій.
З 1986 по 1991 рік був секретарем Правління Спілки письменників СРСР. З грудня 1991 року — секретар правління Співдружності письменницьких спілок, а з 1989 року — співголова письменницької асоціації «Квітень». З 1988 року — член товариства «Меморіал».
14 травня 1989 року з величезним відривом, набравши в 19 разів більше голосів, ніж найближчий кандидат, був обраний народним депутатом СРСР від Дзержинського територіального виборчого округу міста Харкова і був ним до кінця існування СРСР.
У 1991 році, уклавши контракт з американським університетом у місті Талса, штат Оклахома, виїхав з родиною викладати в США, де мешкав останні роки життя.
У 2007 році в спорткомплексі «Олімпійський» відбулася прем'єра рок-опери «Ідуть білі сніги», створеної на вірші Євгена Євтушенка композитором Глібом Маєм.
У 2013 році Євтушенко переніс складну операцію з ампутації правої ноги.
14 грудня 2014 року під час гастролей в Ростові-на-Дону Євгена Євтушенка було шпиталізовано у зв'язку з різким погіршенням стану здоров'я.
24 серпня 2015 року переніс складну операцію на серці — для усунення проблем із серцевим ритмом Євтушенкові під час операції ввели кардіостимулятор.
Євген Євтушенко перебував в клініці міста Талса з 12 березня 2017 року, де в нього діагностували рак в незворотній формі. Після вивчення аналізів лікарі давали йому три місяці життя, але 31 березня його стан різко погіршився. Наступного дня, 1 квітня 2017 року, він помер у місті Талса, США. Причиною смерті стала раптова зупинка серця.
Згідно із заповітом, похований 11 квітня 2017 року на цвинтарі у російському письменницькому селищі Передєлкіно поруч з Борисом Пастернаком.

## Родина
Євген Евтушенко 4 рази був офіційно одружений.
Його дружини:
- Белла Ахмадуліна російська поетеса, шлюб з якою тривав з 1954 по 1961 рік;
- Галина Семенівна Сокол-Луконіна, шлюб з якою тривав з 1961 по 1978 рік. В цьому шлюбі народився син Петро;
- Джен Батлер — ірландка, його пристрасна шанувальниця, шлюб з якою тривав з 1978 по 1987 рік. В цьому шлюбі народилися сини Олександр та Антон;
- Марія Володимирівна Новікова, молодша за Євтушенка майже на 30 років, у шлюбі з 1987 року. В цьому шлюбі народилися сини Євген та Дмитро.

Загалом у Евтушенка п'ятеро синів.

## Нагороди та премії
- 1983 року за літературну діяльність нагороджено орденом Трудового Червоного Прапора.
- 1984 року відзначено Державною премією СРСР за поему «Мама і нейтронна бомба» (1982).

## Критика
Під час виступів Євтушенка за кордоном неодноразово відбувалися акції протесту, зокрема американських українців. У 1986 році група студентів з Українського Студентського Клюбу почала голосно протестувати, виклики були особливо сильні під час читання поеми «Бабин Яр». У 1972 році у Сент-Полі (Міннесота) група українців кинулася на Євтушенка на сцені, внаслідок чого «він зламав ребро, яке колись дитиною мав зломане, перебуваючи на Сибірі». «Коли одного разу виступав в Гельсінках з групою совєтських танцюристів, на сцену кинулася група „неофашистів“, внаслідок того була поранена одна із танцюристок, яка, як заявив Євтушенко, „вже ніколи опісля не могла танцювати“».
21 травня 2015 року російськомовний, ненадійний у Вікіпедії сайт joinfo.ua, створений на базі російської компанії Медиасоюз, звинуватив Євтушенка у підтримці російських терористів у російсько-українській війні, яка розпочалася у 2014 році. Підставою стала спільна прес-конференція в офісі «Комсомольскої правди» з антиукраїнським російським діячем Йосипом Кобзоном, на якій Євтушенко зачитав вірша «Медсестра из Макеевки», пов'язаного з війною на сході України. Сам Євтушенко 22 травня відкинув звинувачення, пояснивши, що його вірш проти війни в цілому. Цей вірш було перекладено англійською, і Євтушенко 16 лютого надіслав його у листі лідерам «нормандської четвірки» та президенту США.

## Фільмографія
Кіноролі:
- «Застава Ілліча» (1964, Євтушенко з'являється у документальній вставці про вечір поезії у Політехнічному музеї)
- «Я допитлива — фільм у жовтому» (1967)
- «Пісня завжди з нами» (1975, епізод)
- «Зліт» (1979, Костянтин Едуардович Ціолковський)
- «Дитячий сад» (1983, шахіст)
- «Похорон Сталіна» (1990, скульптор)

Режисер-постановник:
- «Дитячий сад» (1983, автор сценарію)
- «Похорон Сталіна» (1990, автор сценарію)